# KM3NeT
The Cubic Kilometre Neutrino Telescope ili KM3NeT europska je istraživačka infrastruktura smještena na dnu Sredozemnog mora . Infrastruktura sadrži Čerenkovljeve neutrino teleskope u vodi dizajnirane za otkrivanje i proučavanje neutrina iz različitih astrofizičkih izvora, kao i iz naše vlastite atmosfere, što značajno pridonosi znanju astrofizike i fizike čestica. 
Sustav od tisuća optičkih senzorskih modula detektira neznatno Čerenkovljevo zračenje u dubokom moru proizvedenu od strane električki nabijenih čestica koje nastaju interakcijama neutrina i vode ili stijene u blizini detektora. Položaj i smjer optičkih modula te vrijeme dolaska svjetla na fotomultiplikatore bilježe se s visokom preciznošću. Svojstva čestica, poput njihove putanje i energije rekonstruiraju se iz ovih mjerenja. Projekt KM3NeT predviđa izgradnju više detektora u dubinama Sredozemnog mora duž južnih obala Europe: KM3NeT-Fr (smješten u moru nedaleko od Toulona, Francuska) sadrži detektor ORCA (Oscillation Research with Cosmics in the Abyss), KM3NeT-It (smješten u moru nedaleko od Portopalo di Capo Passero, Sicilija, Italija) sadrži ARCA (Astroparticle Research with Cosmics in the Abyss) detektor. Oba detektora već prikupljaju podatke. Lokacija KM3NeT-Gr (nalazi se u moru nedaleko Pylosa, Peloponez, Grčka) dostupna je za buduće proširenje istraživačke infrastrukture KM3NeT.
Projekt KM3NeT dio je Global Neutrino Networka. Nastavlja rad neutrino teleskopa ANTARES koji je bio u pogonu na morskom dnu u blizini obale Francuske između 2008. i 2022. godine.
Nadzor, upravljanje i koordinacija implementacije i rada KM3NeT-a provode se međunarodnom suradnjom s više od 68 institucija iz 21 zemlje diljem svijeta. KM3NeT zajednicu čini oko 360 znanstvenika, uz inženjere i tehničare. 

## Znanstveni ciljevi
Glavni su ciljevi KM3NeT kolaboracije:
1. Otkriće i naknadno promatranje visokoenergetskih izvora neutrina u svemiru, ispitivanje raznovrsnih kozmičkih objekata kao što su ostaci supernova, izboji gama-zraka, supernove ili sudari zvijezda. Identificirajući neutrine iz ovih izvora, KM3NeT nastoji pružiti uvid u podrijetlo kozmičkih zraka i mehanizme koji pokreću neke od najekstremnijih pojava u svemiru.
2. Detaljna istraživanja temeljnih svojstava neutrina, posebice oscilacija neutrina, s naglaskom na određivanje poretka masa neutrina mjerenjem oscilacija atmosferskih neutrina. Sposobnost razlikovanja različitih masenih stanja neutrina pružit će ključne informacije o prirodi neutrina i njihovoj ulozi u Standardnom modelu fizike čestica.

Uz ove primarne znanstvene ciljeve, teleskop je moćan alat u potrazi za tamnom tvari u svemiru. Istraživačka infrastruktura također sadrži instrumente za druge znanostvene discipline poput morske biologije, oceanografije i geofizike, koji omogućavaju dugoročno praćenje dubinskog morskog okoliša i morskog dna u stvarnom vremenu na dubinama od nekoliko kilometara.[nedostaje izvor]
ARCA detektor je teleskop veličine kubnog kilometra koji traži izvore neutrina u svemiru. Detektor ORCA optimiziran je za mjerenja svojstava samog neutrina i na taj način istražuje pitanja vezana uz fiziku čestica.[nedostaje izvor]

## Dizajn
Infrastrukture u Francuskoj i Italiji dizajnirane su s namjerom da se sastoje od gotovo 200 000 svjetlosnih senzora (cijevi za fotomultipliciranje ili PMT) raspoređenih u tri građevna bloka (engl. building block): dva za KM3NeT/ARCA i jedan za KM3NeT/ORCA. Građevni blok sastoji se od 115 detekcijskih struna (na engleskom detection unit, DU) , fleksibilnih vertikalnih nizova usidrenih na morskom dnu. Svaki niz podržava 18 sferičnih senzorskih modula otpornih na pritisak, a svaki optički modul sadrži 31 fotomultiplikatorsku cijev. Svaki građevni blok stoga čini trodimenzionalni niz fotosenzora koji se mogu koristiti za otkrivanje Čerenkovljevog zračenja koje proizvode relativističke čestice nastale iz interakcija neutrina.[nedostaje izvor]
KM3NeT-It lokacija na kojoj se nalazi ARCA detektor nalazi se na dubini od 3450 m. Detektor je optimiziran je za detekciju visokoenergetskih kozmičkih neutrina u rasponu TeV–PeV sa širokim razmakom između optičkih modula: 18 modula približno je jednako razmaknuto na strunama od oko 700 m dužine, s razmakom od oko 90 m između struna.[nedostaje izvor]
KM3NeT-Fr lokacija na kojoj je smješten ORCA detektor nalazi se na dubini od 2475 m. Uže razmaknuti optički moduli čine ORCA detektor optimiziranim za detekciju neutrina u GeV rasponu. ORCA će se sastojati od 115 struna s 20 m razmaka u trokutastoj mreži, s 9 m razmaka između optičkih modula u struni. Sveukupno, struna je oko 210 m u promjeru, a strune su duge 200 m.[nedostaje izvor]
Položaj modula i vrijeme dolaska svjetlosti na fotomultiplikatore unutar modula mjere se s visokom preciznošću. Svaki optički modul je oko 44 centimetra (17 in) u promjeru, sadrži 31 fotomultiplikatorsku cijev od tri inča s pratećom elektronikom i povezan je s obalom putem optičke mreže visoke propusnosti.  Putem elektro-optičke mreže kabela i razvodnih kutija na morskom dnu optički moduli povezani su s kontrolnim stanicama na obali za električnu energiju, prijenos podataka i za kontrolu detektora. Budući da se strune s optičkim modulima kreću u skladu sa strujama u dubokom moru, položaj i orijentacija optičkih modula, a time i fotomultiplikatorskih cijevi unutar njih, dinamički se prate pomoću akustičnog sustava i kompasa. U svakom optičkom modulu koriste se kontrolirani LED pulseri za kalibraciju vremena.
Na obali svake KM3NeT instalacijske lokacije farma računala izvodi prvotno filtriranje podataka, prije prijenosa podataka u središnji KM3NeT podatkovni centar za pohranu i daljnju analizu od strane KM3NeT znanstvenika.[nedostaje izvor]

## Povijest izgradnje
Dizajn neutrino teleskopa KM3NeT vrlo je modularan, te se izgradnja odvija u fazama. Implementacija istraživačke ustanove KM3NeT započela je 2012. izgradnjom infrastrukture morskog dna na lokacijama KM3NeT-Fr i KM3NeT-It. Prototip KM3NeT optičkog modula uspješno je prikupljao podatke u periodu od otprilike godinu dana tijekom 2013. – 2014. kao dio teleskopa ANTARES. Na lokaciji KM3NeT-It prototip strune uzimao je podatke tijekom 2014. – 2015., također tijekom otprilike jedne godine.
Druga faza izgradnje uključuje dovršetak ARCA i ORCA detektora na lokacijama KM3NeT-It i KM3NeT-Fr. Između 2017. i 2024. na lokaciji ORCA postavljene su 24 detekcijske strune, a na lokaciji ARCA postavljene su 33 detekcijske strune, tako da je krajem 2024. > 10 % detektora uzimalo podatke.[nedostaje izvor]

## Znanstveni rezultati
Koristeći djelomične konfiguracije detektora, KM3NeT kolaboracija je već objavila neke zanimljive rezultate u recenziranim znanstvenim časopisima, među kojima su:
Sa samo 6 struna ORCA detektora izmjereni su parametri atmosferskih oscilacija sin 2 (θ 23 ) = 0.51+0.04
−0.05, a ∆m 2 31 = 2.18+0.25
−0.35 × 10 −3 eV 2 {\displaystyle \cup } { -2,25, -1,76 } × 10 -3 eV 2 na 68% CL.
Potraga za neutrinima proizvedenim u korelaciji s gravitacijskim valovima provedena je s KM3NeT podacima za treću promatračku seriju interferometra  gravitacijskih valova LIGO i Virgo u razdoblju 2019. – 2020. Obje pretrage nisu detektirale značajan višak neutrina za izvore u katalozima gravitacijskih valova. Za svaki izvor postavljene su gornje granice toka neutrina i ukupne energije emitirane u neutrinima u odgovarajućim energetskim rasponima. Također su provedene analize slaganja za spajanja binarnih crnih rupa i spajanja neutronskih zvijezda i crnih rupa kako bi se ograničila karakteristična emisija neutrina iz ovih pojava.
Uz instaliranih 10 struna ORCA-e i 21 strunu ARCA-e, provedena je naknadna studija za izuzetno svijetli prijelazni fenomen koji je 9. listopada 2022. detektirao Gamma-Ray Burst Monitor satelit Fermi. Nisu pronađeni mogući neutrini koji bi se podudarali s lokacijom izbijanja gama zraka. Prikazane su gornje granice povezane emisije neutrina.
Mnoštvo studija objavljeno je o: nevidljivom raspadu neutrina, sterilnim neutrinima, nestandardnim interakcijama neutrina, potrazi za tamnom tvari, kvantnoj dekoherenciji u oscilacijama neutrina, atmosferskim mionima, difuznom toku neutrina, emisiji točkastog izvora, galaksijama praska zvijezda, kolapsu supernove jezgre i kombiniranim analizama s drugim eksperimentima poput JUNO i CTA.[nedostaje izvor]

## Odnos s europskim institucijama
Godine 2006. KM3NeT je uključen u plan puta Europskog strateškog foruma za istraživačke infrastrukture (ESFRI), koji prepoznaje istraživačku infrastrukturu KM3NeT kao prioritet za znanstvene potrebe Europe u sljedećih 10-20 godina. Vijeće Europske unije obnovilo je potporu za razdoblje 2019. – 2026., omogućujući, primjerice, pokretanje projekta KM3NeT-INFRADEV2 (2023. – 2025.) za potpunu implementaciju istraživačke infrastrukture KM3NeT.[nedostaje izvor]
KM3NeT je financiran sredstvima iz europskih programa za istraživanje i inovacije, uključujući Horizont 2020 i Horizon Europe. Uz to, implementacija KM3NeT instalacijskih mjesta također je financirana iz Europskog fonda za regionalni razvoj (ERDF), potvrđujući gospodarski, društveni i teritorijalni potencijal KM3NeT-a na regionalnoj razini.[nedostaje izvor]
Konačno, KM3NeT je sudjelovao u mnogim europskim projektima koje su vodili partneri Suradnje. Na primjer, KM3NeT sudjeluje u EMSO mreži, osiguravajući dugoročni pristup za istraživanje znanosti o Zemlji i moru. KM3NeT je sudjelovao u projektu ASTERICS i još uvijek sudjeluje u EOSC europskoj inicijativi za otvorenu znanost, kao i u srodnom projektu ESCAPE. Osim toga, KM3NeT je također angažiran u građanskoj znanosti, posebice kroz projekt REINFORCE.